# Eurotiales
Eurotiales är en ordning av sporsäckssvampar även kända som grönt och blått mögel.